# Stereo MCs
Gli Stereo MCs sono un gruppo musicale di musica elettronica/hip hop britannico, originario di Londra e attivo dal 1985.
Sono conosciuti in particolare per il singolo Connected, datato 1992.

## Storia del gruppo
Il cantante Rob Birch e il DJ Nick "The Head" Hallam hanno fondato prima un gruppo rock (Dogman & Head) a Nottingham. Dopo essersi trasferiti a Londra, i due iniziano a fare rap e pubblicano un singolo (Move It) con la loro etichetta Gee Street. Il terzo membro del gruppo è il gallese Owen If (Ian Rossiter).
A quel punto vengono contattati dalla Island Records, che pubblica il loro album d'esordio, ossia 33 45 78. Dopo l'uscita del secondo disco (Supernatural), eseguono una lunga serie di remix.
Tre anni dopo, nel 1992, è la volta di Connected. La title track e primo singolo estratto riscuote un successo clamoroso che fa conoscere il gruppo in tutto il mondo. Vincono i premi nelle categorie "miglior gruppo britannico" e "miglior album" ai BRIT Awards 1994 e raggiungono la posizione #2 della Official Albums Chart grazie a Connected. Ricevono anche la nomination per il Premio Mercury.
Dopo il successo, Rob Birch e "The Head" vanno incontro ad alcuni problemi, dovuti anche alla droga.
Ritornano sulle scene nella primavera del 2001, con la pubblicazione di Deep Down & Dirty. Il disco raggiunge la posizione #17 della Official Albums Chart.
Nel 2005 esce Paradise, mentre nel 2008 è la volta di Double Bubble. Questi ultimi due lavori sono etichettati PIAS Recordings.

## Formazione
- "The Head" - Nick Hallam (nato l'11 giugno 1960)
- "Rob B" - Robert "Rob" Charles Birch (nato l'11 giugno 1961)
- "Owen If" - Ian Frederick Rossiter (nato il 20 marzo 1959)

## Discografia
- The Stereo MCs [EP] (1989)
- 33-45-78 (1989)
- Supernatural (1990)
- Connected (1992)
- DJ-Kicks: Stereo MCs  (2000)
- Deep Down & Dirty  (2001)
- Retroactive (2002) (raccolta)
- Paradise (2005)
- Live at the BBC (2008)
- Double Bubble (2008)
- Emperor´s Nightingale (2011)